# Vacche grasse
Vacche grasse e vacche magre sono diventate espressioni di uso comune o frasi fatte della lingua italiana e indicano rispettivamente periodi di grande prosperità (o durante i quali gli affari vanno molto bene) e periodi di carestia (o durante i quali gli affari stagnano o addirittura vanno male).
Le due espressioni traggono origine da un episodio della Bibbia, e più precisamente della Genesi, detto "Il sogno delle sette vacche grasse e delle sette vacche magre". 
Non solo si tratta del più famoso sogno biblico, ma anche del più famoso caso di interpretazione dei sogni dell'antichità.

## Il sogno nella Genesi
L'episodio fa parte della storia di Giuseppe, una sezione della Genesi, che va da 37,2 a 48,22.
Giuseppe, figlio prediletto di Giacobbe, viene venduto come schiavo dai fratelli invidiosi e dopo alterne vicende finisce nelle carceri del faraone egiziano. Qui comincia a interpretare con successo i sogni dei detenuti. Dopo due anni in quella condizione, viene chiamato a corte a interpretare due angosciosi sogni del faraone.
Nel primo, il faraone sogna di trovarsi in riva al Nilo: "ed ecco salirono dal Nilo sette vacche, belle di aspetto e grasse e si misero a pascolare tra i giunchi. Ed ecco, dopo quelle, sette altre vacche salirono dal Nilo, brutte di aspetto e magre, e si fermarono accanto alle prime [...] Ma le vacche brutte di aspetto e magre divorarono le sette vacche belle di aspetto e grasse" (Genesi 41,2-4).
Il secondo sogno è analogo al primo: il faraone sogna sette spighe "grosse e belle" spuntate da uno stelo, e poi sette spighe arse e vuote, che inghiottono le prime.
Giuseppe interpreta i sogni come un messaggio divino: vi saranno sette anni di abbondanza in tutto l'Egitto, seguiti da sette anni di carestia (Genesi 41,25-31). "Quanto al fatto che il sogno del faraone si è ripetuto due volte, significa che la cosa è decisa da Dio e che Dio si limita a seguirla" (Genesi 41,32). Giuseppe non si limita all'interpretazione, ma dà anche suggerimenti su come gestire la situazione: il faraone dovrebbe trovare "un uomo intelligente e saggio" e metterlo a capo di una rete di funzionari che prelevi un quinto di tutti i prodotti egiziani durante i sette anni di abbondanza, creando così una riserva per i sette anni di carestia. (Genesi 41,33-36). Il faraone affiderà il compito allo stesso Giuseppe.
La profezia del sogno è destinata ad avverarsi: non solo, ma sette anni dopo, la carestia farà incontrare Giuseppe coi suoi fratelli, venuti in Egitto per acquistare grano.

## Psicoanalisi
Le "sette vacche grasse" e le "sette vacche magre" del faraone sono uno dei casi più antichi d'interpretazione dei sogni. Molte culture dell'antichità consideravano i sogni di origine divina; presso alcuni popoli si riteneva che i sogni potessero dare indicazioni sul futuro, spesso di carattere economico (vedi ad esempio il trattato di Artemidoro di Daldi). Nel sogno del faraone si trova una fusione dei due concetti: il sogno è un messaggio di Dio dal contenuto spiccatamente economico.
Ne L'interpretazione dei sogni (1899), Sigmund Freud cita il sogno del faraone come esempio di uno dei due metodi popolari di interpretazione onirica: il metodo della sostituzione simbolica, che considera il sogno come una totalità indivisibile e lo sostituisce con un altro contenuto analogo. Per Freud questo metodo proverrebbe dalla tradizione sacerdotale antica, e in particolar modo proprio dall'antico Egitto.

## Economia
Il racconto biblico è anche una delle più antiche testimonianze sui cicli di produzione e recessione in un'economia agricola come quella dell'Antico Egitto. Per la Bibbia questa alternanza dipende dall'imperscrutabile volere divino; Giuseppe non è solo l'uomo saggio in grado di decifrare i messaggi di Dio, ma anche l'amministratore intelligente che raccoglie la produzione in surplus e la conserva per gli anni di carestia, attraverso uno dei primi prelievi fiscali progressivi della storia (un quinto dei prodotti: il 20%).
A volte l'espressione "vacche magre" o "vacche grasse" viene adoperata dagli economisti proprio per alludere all'alternanza di fasi di recessione e sviluppo in economia.
In realtà il sogno del faraone ha un significato esatto: le serie storiche derivate da fenomeni naturali (le piene del Nilo) sono correlate fra loro e manifestano fenomeni di persistenza.  Il volere di Dio quindi non è così imperscrutabile (casuale). Per approfondire vedi i lavori di Hurst.

## Lingua
Le espressioni di uso comune "sette anni di vacche magre" (o "grasse"), o anche solo "vacche magre" (o "vacche grasse"), sono chiare allusioni al racconto biblico: le "vacche grasse" indicano un periodo di abbondanza (comunque destinato a finire); le "vacche magre" un periodo di difficoltà economiche (anch'esso, fortunatamente, temporaneo).
L'espressione ebbe un certo successo negli anni ottanta, quando fu adoperata, tra gli altri, da Bettino Craxi. Ancora oggi a volte con "vacche grasse" si allude a quel decennio del Novecento in cui l'Italia sperimentò una temporanea e relativa floridezza economica.